# Margarethe Arndt-Ober

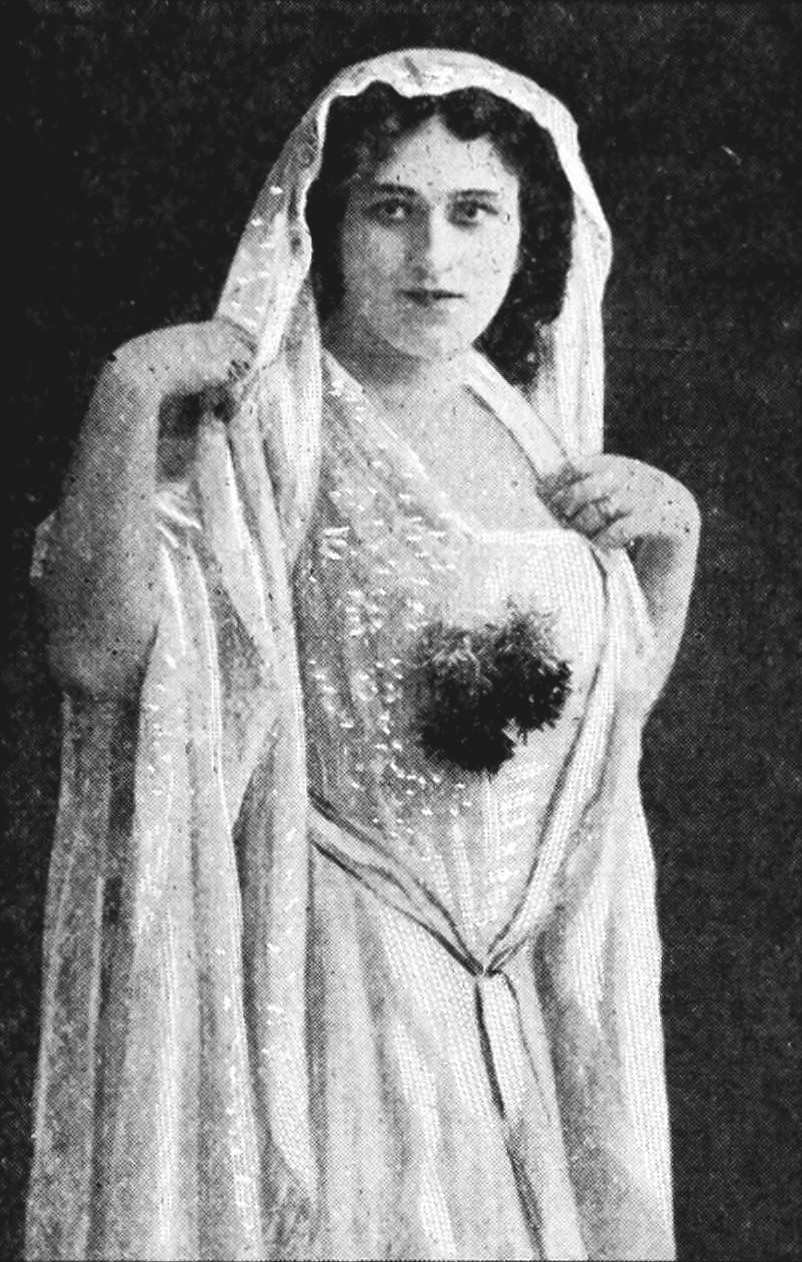
Arndt-Ober als Donna Elvira in Don Giovanni 1917

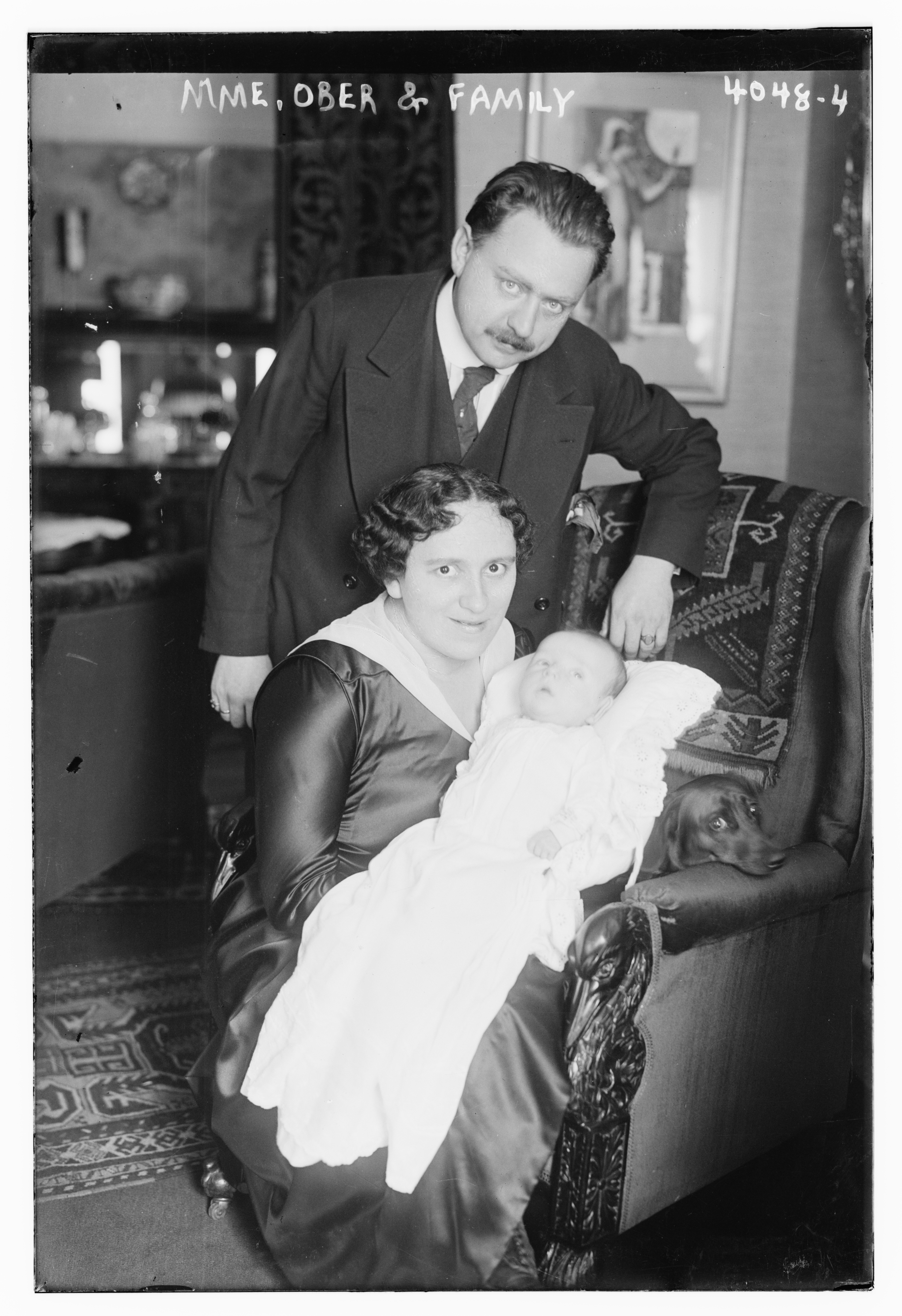
Margarethe Arndt-Ober mit Familie im Jahr 1916

Margarethe Arndt-Ober, geborene Margarethe Ober (geboren am 15. April 1885 in Berlin; gestorben am 17. März 1971 in Bad Sachsa) war eine deutsche Opernsängerin (Mezzosopran/Alt gelegentlich andere Stimmlagen).

## Leben
Margarethe Ober erhielt ihre Gesangsausbildung in Berlin, zunächst von Benno Stolzenberg, danach von Arthur Arndt, welchen sie 1910 heiratete.
Ihr Bühnendebüt gab Ober 1906 im Opern- und Schauspielhaus Frankfurt in der Rolle der Azucena in Giuseppe Verdis Il trovatore. Sie wurde 1907 nach einem kurzen Engagement in Stettin an der Berliner Hofoper verpflichtet, der sie über 35 Jahre verbunden blieb. Nach zuerst kleinen Rollen erfolgte 1908 der Durchbruch als Amneris in Aida, im selben Jahr in der Titelrolle von Jules Massenets Thérèse. 1910 sang sie in der Uraufführung von Poia (Komponist Arthur Nevin). 1913 gab sie die Eboli in Verdis Don Carlos.
Von 1913 bis 1917 war Arndt-Ober auch Mitglied der Metropolitan Opera in New York City, wo sie viele Rollen übernahm, die vorher Ernestine Schumann-Heink gesungen hatte. Am 13. November 1913 gab sie dort ihr Debüt als Ortrud in Wagners Lohengrin. Ferner gab sie dort in Erstaufführungen etwa den Octavian in Der Rosenkavalier, die Katharina in Der Widerspenstigen Zähmung, die Hexe in Königskinder und die Alisoun in The Canterbury Pilgrims (Komponist Reginald De Koven, 1859–1920). Weitere Rollen neben den ihr bereits aus Deutschland bekannten waren die Brangäne in Tristan und Isolde, Dalila in Samson et Dalila, die Eglantine in Euryanthe, die Erda in Das Rheingold und Siegfried, Fricka in Die Walküre, Waltraute in Götterdämmerung, Laura in La Gioconda und Nancy in Martha. Ihr letzter und 182. Auftritt an der Metropolitan war am 27. April als Marina in Boris Godunow.
Am 2. April 1917 kursierten im Publikum Gerüchte, dass die Kriegserklärung gegenüber Deutschland unmittelbar bevorstünde. Angesichts patriotischer Ausbrüche wurde eine Aufführung kurzzeitig unterbrochen, nach dieser Pause fiel Arndt-Ober plötzlich in Ohnmacht. Nach anderer Darstellung soll sie in einem Wutausbruch den Fluch der Amneris gegen das Publikum gerichtet haben. Sie verlor nach dem später tatsächlich erfolgten Kriegseintritt der USA im November 1917 ihre Anstellung an der Metropolitan Opera und wurde bis Kriegsende interniert. Sie kehrte darum erst 1919 nach Deutschland zurück und nahm ihre Karriere an der Berliner Staatsoper wieder auf.
Erwähnenswerte Rollen in Uraufführungen waren die Kostelnička in Jenůfa von Leoš Janáček 1924, Alardis in Der singende Teufel von Franz Schreker 1928, Arabella in Die große Sünderin von Eduard Künneke 1935 und Aase in Peer Gynt von Werner Egk 1938.
Die Sängerin trat zum 1. Januar 1932 der NSDAP bei (Mitgliedsnummer 855.882) und war Beisitzerin in der Fachgruppe Oper im Kampfbund für deutsche Kultur sowie in der NSBO der Staatsoper. 1939 war sie Mitglied in der NS-Frauenschaft, der NSV und im Reichsluftschutzbund.
Zudem trat Arndt-Ober beinahe jedes Jahr von 1922 bis 1944 in der Waldoper Zoppot auf und gab Gastauftritte auf europäischen Bühnen in Spanien, Holland und Norwegen sowie an den großen deutschen Operntheatern. Gegen Ende des Zweiten Weltkriegs sang sie vornehmlich vor Soldaten und Offizieren.
Ihren Lebensabend verbrachte sie in Bad Sachsa, wo sie 1971 starb.